# Bùi Đắc Ngôn
Bùi Đắc Ngôn (1945 – ) là nam nhà báo, đạo diễn phim tài liệu - khoa học, Đại tá Quân đội nhân dân Việt Nam.

## Tiểu sử
Bùi Đắc Ngôn sinh ngày 10 tháng 1 năm 1945 tại Thôn Phù Dục, xã Phù Đổng, Hà Nội. Ông từng là Quản đốc Xưởng phim Khoa học của Hãng phim Điện ảnh Quân đội nhân dân Việt Nam. Ông được phong danh hiệu Nghệ sĩ ưu tú năm 2007.

## Sự nghiệp
Sau khi tốt nghiệp chế tạo cơ khí tại trường Trung cao cấp cơ điện Hà Nội, Bùi Đắc Ngôn nhập ngũ tháng 2 năm 1965 trở thành lính của Lữ đoàn dù 305. Sau đó ông được cử sang Liên Xô học tập đến năm 1968, khi về nước, ông là trợ lý kỹ thuật của Bộ Tư lệnh binh chủng không quân, tham mưu kỹ thuật, vô tuyến điện trên máy bay tiêm kích MIG-21.
Năm 1975, Bùi Đắc Ngôn tốt nghiệp khoa Ngữ văn của trường Đại học Tổng hợp Hà Nội và được phân công về làm phóng viên báo Quân đội nhân dân. Năm 1977, ông được điều động làm biên kịch, kiêm đạo diễn điện ảnh tại Xưởng phim quân đội. Ông từng tham gia ghi hình Chiến tranh biên giới Việt – Trung 1979 khu vực biên giới Đông Bắc, tại Quảng Ninh.
Sau khi về hưu năm 2007, Bùi Đắc Ngôn được bầu làm Bí thư Chi bộ khu dân cư nơi ông sinh sống ở phường Trung Liệt, Hà Nội. Năm 2013, ông là thành viên giám khảo hạng mục phim tài liệu - khoa học Liên hoan phim Việt Nam lần thứ 18. Năm 2022, ông là Phó giám đốc Hợp tác xã du lịch Hội Gióng Phù Đổng.
Năm 2021, Bùi Đắc Ngôn được Chủ tịch nước Nguyễn Xuân Phúc tặng thưởng Huân chương Bảo vệ Tổ quốc - hạng 3.

## Tác phẩm

### Thơ
- Bữa cơn dưới trăng (1993)[6]
- Thăm con (1993)[7]

### Phim tài liệu
| Năm  | Tựa đề                                            | Đạo diễn | Biên kịch | Chú thích |
| ---- | ------------------------------------------------- | -------- | --------- | --------- |
|      | Tác chiến trên quê hương đồng nước                | Có       | Có        | [ 1 ]     |
|      | Tổ quốc đón anh về                                | Có       | Có        | [ 1 ]     |
|      | Xây dựng môi trường văn hóa                       | Có       | Có        | [ 1 ]     |
|      | Lăng Chủ tịch Hồ Chí Minh                         | Có       | Có        | [ 1 ]     |
|      | Con đường binh nghiệp                             |          | Có        | [ 1 ]     |
|      | Điều có thế tránh                                 |          | Có        | [ 1 ]     |
|      | Dung Quất những ngày khởi đầu                     |          | Có        | [ 1 ]     |
|      | Đại tướng Nguyễn Chí Thanh                        |          | Có        | [ 1 ]     |
| 1999 | Có một nhà máy như thế                            | Có       |           | [ 1 ]     |
|      | Chiến sỹ kỹ sư                                    | Có       |           | [ 1 ]     |
|      | Hội thao vận tải thô sơ cấp chiến thuật toàn quốc |          |           | [ 1 ]     |

## Giải thưởng
| Năm  | Giải thưởng                         | Hạng mục      | Tác phẩm                           | Kết quả         | Chú thích |
| ---- | ----------------------------------- | ------------- | ---------------------------------- | --------------- | --------- |
| 1990 | Liên hoan phim Việt Nam lần thứ 9   | Phim khoa học | Tác chiến trên quê hương đồng nước | Bông sen bạc    | [ 2 ]     |
| 1999 | Liên hoan phim truyền hình Quân đội |               | Có một nhà máy như thế             | Huy chương Vàng | [ 2 ]     |
| 2004 | Liên hoan phim Việt Nam lần thứ 14  | Phim tài liệu | Tổ quốc đón anh về                 | Bằng Khen       | [ 2 ]     |